# Pascual Alba
Pascual Alba Loring (Navajas, Castellón, 12 de mayo de 1843 - Granada, 4 de agosto de 1895) fue un actor español, primero de una extensa familia de artistas.

## Biografía
Especializado en el denominado Género chico, desde muy joven recorrió España con sus funciones cosechando éxitos de cierta relevancia. Finalmente se estableció en Madrid en 1876 junto a su familia. Desde ese momento solo volvió a la escena de forma esporádica, destacando el estreno de La verbena de la Paloma (1894), en el papel de Don Sebastián, y donde participó junto a sus dos hijas.
Casado en 1865 con Irene Abad, fue padre de las actrices Leocadia Alba, Irene Alba y del militar José Alba, abuelo de las actrices Julia Caba Alba e Irene Caba Alba, bisabuelo de Irene Gutiérrez Caba, Julia Gutiérrez Caba y Emilio Gutiérrez Caba, tatarabuelo del productor cinematográfico José Luis Escolar y trastatarabuelo de la actriz Irene Escolar.